# Campionati del mondo di atletica leggera 2019 - 110 metri ostacoli
La specialità dei 110 metri ostacoli dei campionati del mondo di atletica leggera 2019 si è svolta tra il 30 settembre e il 2 ottobre.

## Podio
| Pos.    | Atleta                  | Nazionalità                 | Tempo |
| ------- | ----------------------- | --------------------------- | ----- |
| Oro     | Grant Holloway          | Stati Uniti                 | 13"10 |
| Argento | Sergey Shubenkov        | Atleti Neutrali Autorizzati | 13"15 |
| Bronzo  | Pascal Martinot-Lagarde | Francia                     | 13"18 |
| Bronzo  | Orlando Ortega          | Spagna                      | 13"30 |

## Situazione pre-gara

### Record
Prima di questa competizione, il record del mondo (RM) e il record dei campionati (RC) erano i seguenti.
| Record                | Prestazione | Atleta                    | Data                               | Competizione            |
| --------------------- | ----------- | ------------------------- | ---------------------------------- | ----------------------- |
| Record mondiale       | 12"80       | Aries Merritt Stati Uniti | 7 settembre 2012 Bruxelles, Belgio | Memorial Van Damme 2012 |
| Record dei campionati | 12"91       | Colin Jackson Regno Unito | 20 agosto 1993 Stoccarda, Germania | Mondiali 1993           |

### Campioni in carica
I campioni in carica a livello mondiale e olimpico erano:
| Campione | Atleta               | Prestazione | Data                                   | Competizione         |
| -------- | -------------------- | ----------- | -------------------------------------- | -------------------- |
| Olimpico | Omar McLeod Giamaica | 13"05       | 16 agosto 2016 Rio de Janeiro, Brasile | Giochi olimpici 2016 |
| Mondiale | Omar McLeod Giamaica | 13"04       | 7 agosto 2017 Londra, Regno Unito      | Mondiali 2017        |

### La stagione
Prima di questa gara, gli atleti con le migliori tre prestazioni dell'anno erano:
| Pos. | Atleta                     | Prestazione | Data                              |
| ---- | -------------------------- | ----------- | --------------------------------- |
| 1    | Grant Holloway Stati Uniti | 12"98       | 7 giugno 2019 Austin, Stati Uniti |
| 2    | Daniel Roberts Stati Uniti | 13"00       | 7 giugno 2019 Austin, Stati Uniti |
| 3    | Orlando Ortega Spagna      | 13"05       | 5 luglio 2019 Losanna, Svizzera   |

## Risultati

### Batterie
Le batterie si sono corse dalle ore 20:05 del 30 settembre.

Qualificazione: i primi quattro di ogni serie (Q) e i quattro tempi migliori tra gli esclusi (q) si qualificano alle semifinali.
| Pos. | Batteria | Corsia              | Nome                    | Nazionalità                 | Tempo | Note  |
| ---- | -------- | ------------------- | ----------------------- | --------------------------- | ----- | ----- |
| 1    | 5        | 9                   | Orlando Ortega          | Spagna                      | 13"15 | Q     |
| 2    | 1        | 9                   | Omar McLeod             | Giamaica                    | 13"17 | Q     |
| 3    | 4        | 8                   | Grant Holloway          | Stati Uniti                 | 13"22 | Q     |
| 4    | 2        | 6                   | Sergey Shubenkov        | Atleti Neutrali Autorizzati | 13"27 | Q     |
| 5    | 4        | 7                   | Shunya Takayama         | Giappone                    | 13"32 | Q     |
| 6    | 1        | 3                   | Milan Trajkovic         | Cipro                       | 13"37 | Q,    |
| 7    | 2        | 8                   | Xie Wenjun              | Cina                        | 13"38 | Q     |
| 8    | 2        | 5                   | Jason Joseph            | Svizzera                    | 13"39 | Q,    |
| 9    | 1        | 6                   | Antonio Alkana          | Sudafrica                   | 13"41 | Q     |
| 10   | 4        | 4                   | Konstadinos Douvalidis  | Grecia                      | 13"43 | Q,    |
| 11   | 4        | 6                   | Yaqoub Al-Youha         | Kuwait                      | 13"43 | Q     |
| 12   | 3        | 5                   | Pascal Martinot-Lagarde | Francia                     | 13"45 | Q     |
| 13   | 1        | 7                   | Devon Allen             | Stati Uniti                 | 13"46 | Q     |
| 14   | 5        | 7                   | Ronald Levy             | Giamaica                    | 13"48 | Q     |
| 15   | 1        | 2                   | Hassane Fofana          | Italia                      | 13"49 | q     |
| 16   | 4        | 5                   | Orlando Bennett         | Giamaica                    | 13"50 | q     |
| 17   | 2        | 3                   | Shane Brathwaite        | Barbados                    | 13"51 | Q     |
| 18   | 3        | 9                   | Andrew Pozzi            | Regno Unito                 | 13"53 | Q     |
| 19   | 4        | 2                   | Dimitri Bascou          | Francia                     | 13"53 | q     |
| 20   | 5        | 6                   | Chen Kuei-ru            | Taipei cinese               | 13"57 | Q     |
| 21   | 1        | 5                   | Nicholas Hough          | Australia                   | 13"60 | q     |
| 22   | 2        | 4                   | Valdó Szűcs             | Ungheria                    | 13"60 |       |
| 23   | 1        | 8                   | Vitali Parakhonka       | Bielorussia                 | 13"65 |       |
| 24   | 5        | 8                   | Wilhem Belocian         | Francia                     | 13"67 | Q     |
| 25   | 3        | 2                   | Andrew Riley            | Giamaica                    | 13"67 | Q     |
| 26   | 5        | 4                   | Zeng Jianhang           | Cina                        | 13"68 |       |
| 27   | 5        | 5                   | Lorenzo Perini          | Italia                      | 13"70 |       |
| 28   | 2        | 9                   | Elmo Lakka              | Finlandia                   | 13"73 |       |
| 29   | 2        | 7                   | Taio Kanai              | Giappone                    | 13"74 |       |
| 30   | 5        | 2                   | Louis François Mendy    | Senegal                     | 13"75 |       |
| 31   | 3        | 8                   | Yohan Chaverra          | Colombia                    | 13"76 | Q     |
| 32   | 2        | 2                   | Eduardo Rodrigues       | Brasile                     | 13"92 |       |
| 33   | 3        | 3                   | Ruan de Vries           | Sudafrica                   | 14"07 |       |
| 34   | 5        | 3                   | Roger Iribarne          | Cuba                        | 14"37 |       |
| 35   | 4        | 9                   | Xaysa Anousone          | Laos                        | 14"54 |       |
| 36   | 4        | 1                   | Fadane Hamadi           | Comore                      | 14"79 |       |
|      | 3        | 7                   | Jeffrey Julmis          | Haiti                       | dq    | [ 3 ] |
| 3    | 4        | Daniel Roberts      | Stati Uniti             | [ 4 ]                       | dq    |       |
| 1    | 4        | Gabriel Constantino | Brasile                 | [ 5 ]                       | dq    |       |
| 4    | 3        | Damian Czykier      | Polonia                 | dns                         | dns   |       |
| 3    | 6        | Shunsuke Izumiya    | Giappone                | dns                         | dns   |       |

### Semifinale
Le semifinali si sono tenute il 2 ottobre dalle ore 20:05.

Qualificazione: i primi due di ogni serie (Q) e i due tempi migliori tra gli esclusi (q) si qualificano alla finale.
| Pos. | Batteria | Corsia | Nome                    | Nazionalità                 | Tempo | Note  |
| ---- | -------- | ------ | ----------------------- | --------------------------- | ----- | ----- |
| 1    | 2        | 5      | Omar McLeod             | Giamaica                    | 13"08 | Q     |
| 2    | 1        | 5      | Grant Holloway          | Stati Uniti                 | 13"10 | Q     |
| 3    | 2        | 6      | Pascal Martinot-Lagarde | Francia                     | 13"12 | Q,    |
| 4    | 3        | 4      | Orlando Ortega          | Spagna                      | 13"16 | Q     |
| 5    | 1        | 6      | Sergey Shubenkov        | Atleti Neutrali Autorizzati | 13"18 | Q     |
| 6    | 2        | 7      | Xie Wenjun              | Cina                        | 13"22 | q     |
| 7    | 3        | 7      | Milan Trajkovic         | Cipro                       | 13"29 | Q,    |
| 8    | 2        | 9      | Devon Allen             | Stati Uniti                 | 13"36 | q     |
| 9    | 3        | 5      | Antonio Alkana          | Sudafrica                   | 13"47 |       |
| 10   | 1        | 2      | Dimitri Bascou          | Francia                     | 13"48 |       |
| 11   | 2        | 8      | Chen Kuei-ru            | Taipei cinese               | 13"52 |       |
| 12   | 2        | 2      | Hassane Fofana          | Italia                      | 13"52 |       |
| 13   | 2        | 4      | Jason Joseph            | Svizzera                    | 13"53 |       |
| 14   | 3        | 9      | Konstadinos Douvalidis  | Grecia                      | 13"54 |       |
| 15   | 1        | 9      | Yaqoub Al-Youha         | Kuwait                      | 13"57 |       |
| 16   | 3        | 8      | Andrew Riley            | Giamaica                    | 13"57 |       |
| 17   | 3        | 6      | Shunya Takayama         | Giappone                    | 13"58 |       |
| 18   | 1        | 4      | Andrew Pozzi            | Regno Unito                 | 13"60 |       |
| 19   | 1        | 3      | Orlando Bennett         | Giamaica                    | 13"60 |       |
| 19   | 3        | 3      | Wilhem Belocian         | Francia                     | 13"60 |       |
| 21   | 3        | 2      | Nicholas Hough          | Australia                   | 13"61 |       |
| 22   | 2        | 3      | Yohan Chaverra          | Colombia                    | 13"76 |       |
| 23   | 1        | 8      | Shane Brathwaite        | Barbados                    | 14"29 | qJ    |
|      | 1        | 7      | Ronald Levy             | Giamaica                    | dq    | [ 5 ] |

### Finale
La finale si è svolta il 2 ottobre alle ore 21:30.
| Pos.    | Corsia | Nome                    | Nazionalità                 | Tempo | Note                   |
| ------- | ------ | ----------------------- | --------------------------- | ----- | ---------------------- |
| Oro     | 6      | Grant Holloway          | Stati Uniti                 | 13"10 |                        |
| Argento | 9      | Sergey Shubenkov        | Atleti Neutrali Autorizzati | 13"15 |                        |
| Bronzo  | 7      | Pascal Martinot-Lagarde | Francia                     | 13"18 |                        |
| Bronzo  | 5      | Orlando Ortega          | Spagna                      | 13"30 | Assegnato dopo appello |
| 5       | 2      | Xie Wenjun              | Cina                        | 13"29 |                        |
| 6       | 1      | Shane Brathwaite        | Barbados                    | 13"61 |                        |
| 7       | 3      | Devon Allen             | Stati Uniti                 | 13"70 |                        |
| 8       | 8      | Milan Trajkovic         | Cipro                       | 13"87 |                        |
|         | 4      | Omar McLeod             | Giamaica                    | dq    | [ 9 ]                  |